# 동나일주

동나일 주의 위치

동나일주(영어: Eastern Nile State)는 남수단 동부 상나일 지방에 위치한 주로 주도는 말라칼이며 면적은 45,649.3km2, 인구는 746,710명(2014년 기준)이다.
2015년에 실시된 행정 구역 개편에 따라 상나일 주에서 분리되어 신설되었다. 남쪽으로는 라초르 주, 동비에 주, 남서쪽으로는 팡가크 주, 서쪽으로는 서나일 주와 접하며 북쪽과 북동쪽, 동쪽으로는 수단, 남동쪽으로는 에티오피아와 국경을 접한다. 11개 군을 관할한다.